# Monacos Grand Prix 1980
Monacos Grand Prix 1980 var det sjätte av 14 lopp ingående i formel 1-VM 1980. 

## Rapport
Starten av Monacos Grand Prix brukar vara ett skådespel och den här starten var inget undantag. Det inträffade en olycka redan i den första kurvan, då irländaren Derek Daly lyckades lyfta med sin Tyrrell-Ford i Sainte Devote för att därefter landa ovanpå ett tre andra bilar, bland andra stallkamraten Jean-Pierre Jariers. 
Carlos Reutemann vann loppet, Jacques Laffite kom tvåa och Nelson Piquet lyckades genom sin tredjeplats hålla liv i sina mästerskapsförhoppningar då hans värsta konkurrent Alan Jones fick bryta.

## Resultat
1. Carlos Reutemann, Williams-Ford, 9 poäng
2. Jacques Laffite, Ligier-Ford, 6
3. Nelson Piquet, Brabham-Ford, 4
4. Jochen Mass, Arrows-Ford, 3
5. Gilles Villeneuve, Ferrari, 2
6. Emerson Fittipaldi, Fittipaldi-Ford, 1
7. Mario Andretti, Lotus-Ford
8. Riccardo Patrese, Arrows-Ford
9. Elio de Angelis, Lotus-Ford (varv 68, olycka)

### Förare som bröt loppet
- Jan Lammers, ATS-Ford (varv 64, för få varv)
- Didier Pironi, Ligier-Ford (54, olycka)
- René Arnoux, Renault (53, olycka)
- Patrick Depailler, Alfa Romeo (50, motor)
- Jody Scheckter, Ferrari (27, hantering)
- Alan Jones, Williams-Ford (25, differential)
- Jean-Pierre Jabouille, Renault (25, växellåda)
- Bruno Giacomelli, Alfa Romeo (0, olycka)
- Jean-Pierre Jarier, Tyrrell-Ford (0, olycka)
- Alain Prost, McLaren-Ford (0, olycka)
- Derek Daly, Tyrrell-Ford (0, olycka)

### Förare som ej kvalificerade sig
- John Watson, McLaren-Ford
- Eddie Cheever, Osella-Ford
- Geoff Lees, Shadow-Ford
- Keke Rosberg, Fittipaldi-Ford
- Ricardo Zunino, Brabham-Ford
- Tiff Needell, Ensign-Ford
- Dave Kennedy, Shadow-Ford